# 1018 (szám)
Az 1018 (római számmal: MXVIII) egy természetes szám.

## A szám a matematikában
A tízes számrendszerbeli 1018-as a kettes számrendszerben 1111111010, a nyolcas számrendszerben 1772, a tizenhatos számrendszerben 3FA alakban írható fel.
Az 1018 páros szám, összetett szám, félprím. Kanonikus alakja 21 · 5091, normálalakban az 1,018 · 103 szorzattal írható fel. Négy osztója van a természetes számok halmazán, ezek növekvő sorrendben: 1, 2, 509 és 1018.
Két szám valódiosztó-összegeként áll elő, ezek az 1348 és az 1586.

## Csillagászat
- 1018 Arnolda kisbolygó